# Belgrade Open
Belgrade Open — міжнародний чоловічий професійний тенісний турнір категорії ATP 250, який проводиться в листопаді. Вперше турнір відбувся у 2021 році за однорічною ліцензією. Турнір повернувся в 2024 році як пізня заміна Gijon Open що тривав тривав щонайменше два роки.

## Фінали

### Одиночний розряд
| Рік       | Чемпіон         | Фіналіст         | Рахунок       |
| --------- | --------------- | ---------------- | ------------- |
| 2021      | Новак Джокович  | Алекс Молчан     | 6–4, 6–3      |
| 2022–2023 | Не проводився   | Не проводився    | Не проводився |
| 2024      | Денис Шаповалов | Хамад Меджедович | 6–4, 6–4      |

### Парний розряд
| Рік       | Чемпіон                                          | Фіналіст                      | Рахунок          |
| --------- | ------------------------------------------------ | ----------------------------- | ---------------- |
| 2021      | Джонатан Ерліх Василевський Андрій Олександрович | Андре Йоранссон Рафаель Матос | 6–4, 6–1         |
| 2022–2023 | Не проводився                                    | Не проводився                 | Не проводився    |
| 2024      | Джеймі Маррей Джон Пірс                          | Іван Додіг Скандер Мансурі    | 6–4, 3–6, [10–3] |